# Théorie de la vérité-correspondance
La théorie de la vérité-correspondance ou correspondantisme est une conception épistémologique selon laquelle la vérité ou la fausseté d'une proposition dépend de ses rapports avec le monde : une proposition sera dite vraie si elle décrit adéquatement un état de choses « réel ». L'expression de « vérité-correspondance » a émergé au XXe siècle, mais il s'agit là d'une conception classique en philosophie de la connaissance qu'on peut faire remonter à l'Antiquité grecque. 

## «Vérité-cohérence» contre «vérité-correspondance»
La théorie de la vérité-correspondance s'oppose en particulier au cohérentisme qui conçoit que la vérité d'une théorie dépend de sa cohérence logique, autrement dit de son absence de contradiction, et non pas de son adéquation avec le monde comme le défend la théorie correspondantiste. Ces deux théories s'opposent sur la nature du rapport entre la connaissance et le monde. Définir la vérité comme cohérence, plutôt que comme correspondance, permet à certains auteurs, comme Leibniz, de maintenir le point de vue selon lequel une connaissance absolue est possible. 
Les tenants d'une conception de la vérité en tant qu'adéquation avec le monde sont le plus souvent aussi des partisans d'une conception réaliste du monde, affirmant son existence indépendamment de nos perceptions. Toutefois, on peut soutenir une conception de la vérité en tant que correspondance tout en partageant une position idéaliste.
Bertrand Russell, défenseur d'une position « correspondantiste » de la vérité, a proposé un argument à l'encontre de la définition de la vérité comme cohérence dans le domaine scientifique. Il arrive que deux ou plusieurs hypothèses scientifiques soient également capables de rendre compte de tous les faits connus sur une question. Or, si deux hypothèses sont incompatibles, elles ne peuvent être toutes les deux vraies. La définition de la vérité comme cohérence n'est donc pas suffisante pour justifier la vérité d'une hypothèse. Toutefois, Willard Quine tirera une autre conclusion de cet argument, en faveur d'une ontologie relativiste.

## Partisans de la «vérité-correspondance»
Au XXe siècle, Bertrand Russell, George Edward Moore et Ayn Rand ont soutenu une théorie de la vérité-correspondance. Mais c'est au mathématicien Alfred Tarski que l'on doit les principaux développements de cette théorie. Ses thèses furent reprises par Karl Popper dans sa Logique de la découverte scientifique.